# فيرنون هولاند
فيرنون هولاند (بالإنجليزية: Vernon Holland)‏ هو لاعب كرة قدم أمريكية أمريكي، ولد في 28 يونيو 1948 في سان أنطونيو في الولايات المتحدة، وتوفي في 20 أبريل 1998.

## وصلات خارجية
- فيرنون هولاند على موقع مرجع كرة القدم المحترفة.كوم (الإنجليزية)